# Raimundo Orsi
Raimundo Bibiani Orsi (Avellaneda, 2 december 1901 – Santiago, 6 april 1986) was een Argentijns-Italiaans voetballer, die speelde als linkeraanvaller gedurende zijn carrière. Hij overleed op 84-jarige leeftijd.
Orsi speelde 35 officiële interlands (dertien goals) voor het Italiaanse elftal in de periode 1929-1935 en kwam daarnaast ook uit voor zijn geboorteland Argentinië. Met dat laatste land won hij in 1928 de zilveren medaille bij de Olympische Spelen in Amsterdam. Zes jaar later maakte hij deel uit van de Italiaanse ploeg die de wereldtitel won in eigen land. Hij nam in de finale tegen Tsjecho-Slowakije de gelijkmaker voor zijn rekening en kwam in totaal tot drie goals tijdens de WK-eindronde.
Orsi, bijgenaamd Mumo, kwam als clubvoetballer onder meer uit voor Juventus. Met die club uit Turijn won hij zesmaal op rij de Italiaanse landstitel: 1930, 1931, 1932, 1933, 1934 en 1935.